# Éva Schubert
Éva Schubert (n. 19 ianuarie 1931, Budapesta, Regatul Ungariei – d. 11 iulie 2017, Budapesta, Ungaria) a fost o regizoare, profesoară de actorie și actriță maghiară, care a câștigat un premiu Kossuth în 2013 pentru munca ei de-a lungul vieții. S-a născut și a murit la Budapesta.  A fost recompensată cu premiul de Artistă Emerită a Ungariei în 1984, Cetățean de onoare al Budapestei în 2013.